# JUNG YONG HWA LIVE 'ROOM 622'
《JUNG YONG HWA LIVE [ROOM 622]》是韓國男歌手鄭容和的入伍前的最後一次個人巡迴演唱會。

## 概要
2017年11月1日，FNC官方公佈鄭容和將於2018年1月20-21日在首爾舉行單獨演唱會，後於11月23日正式公佈演唱會名為JUNG YONG HWA LIVE [ROOM 622]，意念來自容和的生日日期6月22日，在這次演唱會中就像帶歌迷參觀他的房間一樣，透過音樂與歌迷分享他的內心世界。

## 場次
| 年份   | 舉行日期 | 國家/地區 | 城市 | 舉行地點                  | 來源  |
| ------ | -------- | --------- | ---- | ------------------------- | ----- |
| 2018年 | 1月20日  |           | 首爾 | Olympic Park Olympic Hall | [ 3 ] |
| 2018年 | 1月21日  |           | 首爾 | Olympic Park Olympic Hall | [ 3 ] |
| 2018年 | 1月27日  | 香港      | 香港 | AsiaWorld- Expo, HALL 10  | [ 5 ] |

## 製作單位

### 首爾站
- 活動日期：
2018年1月20日（週六）下午6點（當地時間）
2018年1月21日（週六）下午5點（當地時間）
- 演出地點：Olympic Park Olympic Hall
- 主辦單位：FNC ENTERTAINMENT
- 贊助：Auction

### 香港站
- 活動日期：2018年1月27日（週六）
- 演出時間：晚上7點（當地時間）
- 演出地點：AsiaWorld- Expo, HALL 10
- 主辦單位：TRiKs
- 贊助：銀聯國際

## 外部連結
- 2018 JUNG YONG HWA LIVE 'ROOM 622' IN SEOUL FNC官方詳情（页面存档备份，存于）